# Кузіана – Богота
Кузіана – Богота – трубопровід для постачання газу з родовищ басейну Льянос на сході Колумбії до столичного району Богота.
В середині 2000-х років через вичерпання нафтових запасів гігантських родовищ Кузіана та Купіагуа, а також зростання попиту на природний газ, вирішили розпочати продаж стороннім споживачам газу цих родовищ (до тих пір він закачувався назад у резервуар для підтримки пластового тиску нафтових покладів). На той момент район Боготи забезпечувався підведеним до північних околиць відгалуженням від газопроводу Баллена – Нейва. Для більш повного охоплення споживачів вирішили спорудити від Кузіани одразу два газогони – один для з`єднання із зазначеним відгалуженням (Кузіана – Ла-Беллеза), а другий для поставок до району на південь від Боготи. Останній по дорозі також забезпечував блакитним паливом теплоелектростанції Termosuria і Termocoa, місто Villavicencio, а також департаменти Casanare, Meta, Cundinamarca.
Система Кузіана – Богота складається з кількох відтинків:
- від Кузіана до компресорної станції Апіа, довжиною 140 км та діаметром труб 300 і 250 мм;
- від Апіа до Усме на південній околиці Боготи, довжиною 122 км та діаметром 150 мм;
- відгалуження до ТЕС Termocoa в департаменті Мета, довжиною 36 км та діаметром 150 мм.